# Climacium ramulosum
Climacium ramulosum là một loài rêu trong họ Climaciaceae. Loài này được Mitt. A. Jaeger mô tả khoa học đầu tiên năm 1880.